# Provisorische Regierung Päts I

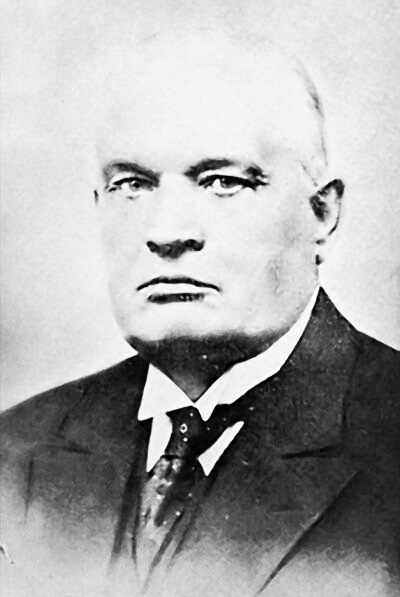
Konstantin Päts, hier in einer Aufnahme von 1934

Die erste provisorische Regierung der Republik Estland war de jure vom 24. Februar bis zum 12. November 1918 (262 Tage) im Amt. Da im Zuge des Ersten Weltkriegs deutsche Truppen Estland von Februar bis November 1918 besetzt hielten, konnte sie keine tatsächliche Staatsgewalt ausüben.

## Kabinett der ersten provisorischen Regierung der Republik Estland
| Ressort                                          | Name                  | Amtszeit                | Partei    |
| ------------------------------------------------ | --------------------- | ----------------------- | --------- |
| Vorsitzender des Ministerrates                   | Konstantin Päts       | 24.02.1918 – 12.11.1918 | EMRL      |
| Stellvertretender Vorsitzender des Ministerrates | Jüri Vilms            | 24.02.1918 – 13.04.1918 | ETE       |
| Gerichtsminister                                 | Jüri Vilms            | 24.02.1918 – 13.04.1918 | ETE       |
| Innenminister                                    | Konstantin Päts       | 24.02.1918 – 12.11.1918 | EMRL      |
| Außenminister                                    | Jaan Poska            | 24.02.1918 – 12.11.1918 | EDE       |
| Kriegsminister                                   | Andres Larka          | 24.02.1918 – 12.11.1918 | parteilos |
| Finanzminister                                   | Juhan Kukk            | 24.02.1918 – 12.11.1918 | ETE       |
| Handels- und Industrieminister                   | Konstantin Päts       | 24.02.1918 – 12.11.1918 | EMRL      |
| Landwirtschafts- und Ernährungsminister          | Jaan Raamot           | 24.02.1918 – 12.11.1918 | EMRL      |
| Verkehrsminister                                 | Ferdinand Peterson    | 24.02.1918 – 12.11.1918 | ETE       |
| Bildungsminister                                 | Peeter Siegfried Põld | 24.02.1918 – 12.11.1918 | EDE       |
| Arbeits- und Sozialminister                      | Villem Maasik         | 24.02.1918 – 12.11.1918 | ESDTP     |
| Minister für die deutsche Bevölkerungsgruppe     | unbesetzt             | 24.02.1918 – 12.11.1918 |           |
| Minister für die russische Bevölkerungsgruppe    | unbesetzt             | 24.02.1918 – 12.11.1918 |           |

Die Regierung repräsentierte ein breites politisches Spektrum. Ihr gehörten die vier größten demokratischen Parteien an:
- Eesti Maarahva Liit (Estnische Landvolkunion, EMRL)
- Eesti Demokraatlik Eduerakond (Estnische Demokratische Fortschrittspartei, EDE)
- Eesti Tööerakond (Estnische Arbeitspartei, ETE)
- Eesti Sotsiaaldemokraatlik Tööliste Partei (Estnische Sozialdemokratische Arbeiterpartei, ESDTP)

Die für die Minderheiten vorgesehenen Ministerposten bleiben „vorläufig“ unbesetzt.

## Geschichte

### Februarrevolution 1917
Die Februarrevolution hatte auch im Baltikum, das seit 1721 völkerrechtlich zum russischen Reich gehörte, zu demokratischen Veränderungen geführt. Im März 1917 wurde Estland (das heutige Nord-Estland) mit Nord-Livland (das heutige Süd-Estland) vereinigt und erhielt als Gouvernement Estland weitergehende Autonomie.
Der im Mai und Juni 1917 gewählte Provisorische Landtag (kurz Maapäev; offiziell Ajutine Maanõukogu) trat im Juli 1917 zum ersten Mal zusammen. Er wählte eine neue Regierung (Maavalitsus) unter Führung von Jaan Raamot. Raamot wurde später durch Konstantin Päts abgelöst.
Die Regierung stand vor großen Herausforderungen: Ende September 1917 landeten deutsche Truppen auf der größten estnischen Insel Saaremaa und besetzten bis 8. Oktober 1917 alle weiteren westestnischen Inseln. Die militärische Macht Russlands begann in Estland zu schwinden.
Der Landtag setzte einen Ältestenrat (vanemate nõukogu) ein, der im Krisenfall auch die Kompetenz zur Gesetzgebung haben sollte. Auf die Forderung von Jaan Tõnisson hin entsandte der Landtag eine Delegation ins Ausland, um mit den Westmächten Gespräche über die Zukunft Estlands aufzunehmen. Gleichzeitig rief er für Januar 1918 Wahlen zu einer Konstituante (Asutav Kogu) aus, die über den zukünftigen Status Estlands entscheiden sollte.

### Oktoberrevolution 1917
Am 10. Oktoberjul. / 23. Oktober 1917greg., kurz vor der Oktoberrevolution in Petrograd, begannen die russischen Bolschewiki mit den Vorbereitungen für eine Machtübernahme auch in Estland. Ende Oktober übernahmen sie die staatliche Gewalt im Lande. Die Wahlen zur Konstituante wurden von den Bolschewiki abgesagt, die bürgerlichen Rechte massiv eingeschränkt, Zeitungen und politische Versammlungen verboten und zahlreiche Personen verhaftet. Die Bolschewiki verstaatlichten Grundbesitz, Banken und Industriebetriebe.
Im November erklärten die Bolschewiki den Landtag für aufgelöst. Die Abgeordneten kamen dieser Aufforderung allerdings nicht nach. In einer Sitzung Mitte November erklärte sich der Landtag zur obersten Instanz und alleinigen gesetzgebenden Gewalt im Lande, solange eine verfassungsgebende Versammlung nicht zusammentreten kann.
Der deutschbaltische Adel setzte seine Hoffnungen hingegen auf das deutsche Kaiserreich und bat Wilhelm II. um Schutz. Die Bolschewiki erklärten daraufhin alle Mitglieder der Estländischen Ritterschaft für vogelfrei. Es begann eine Verhaftungs- und Deportationswelle gegen die deutsche Minderheit.
Am 18. Februar 1918 begann die große Offensive deutscher Truppen im Baltikum. Zwei Tage später landeten die Deutschen auf dem estnischen Festland bei Lihula. Die russische Armee konnte dem Vormarsch keinen wirklichen Widerstand mehr entgegensetzen und zog sich aus Estland zurück.

### Rettungskomitee
Am 19. Februar beschloss der Ältestenrat des Landtags die Einsetzung eines „Estländischen Rettungskomitees“ (Eestimaa Päästekomitee) „bis zur Schaffung normaler Zustände“. Ihm gehörten gleichberechtigt die drei Politiker Konstantin Päts, Jüri Vilms und Konstantin Konik an, die das demokratische Parteienspektrum repräsentierten. Der Ältestenrat übertrug dem Rettungskomitee „alle staatliche Gewalt“ im Land.
Am selben Tag nahm der Ältestenrat den Entwurf eines Unabhängigkeitsmanifest an. Am 23. Februar 1918 verlas das Rettungskomitee das „Manifest an alle Völker Estlands“ (Manifest kõigile Eestimaa rahvastele) vom Balkon des Theaters Endla im westestnischen Pärnu.
Am 24. Februar 1918 erklärte das Rettungskomitee in Tallinn die Loslösung Estlands von Russland und rief die staatliche Selbständigkeit der Republik Estland aus. Das Rettungskomitee bildete am selben Tag eine Provisorische Regierung (ajutine valitsus).
Am 25. Februar marschierten deutsche Truppen in Tallinn ein und besetzten bis Anfang März ganz Estland. Sie übernahmen de facto die alleinige Regierungsgewalt im Land.

### Deutsche Besetzung
Das deutsche Kaiserreich hatte kein Interesse an einem eigenständigen estnischen Staat. Die deutsche Kriegszielpolitik sah die Schaffung eines von Berlin abhängigen Baltischen Herzogtums unter Führung des deutschbaltischen Adels vor.
Konstantin Päts wurde von den Deutschen verhaftet und in Ostpreußen interniert. Gerichtsminister Jüri Vilms wurde im April 1918 unter bislang nicht vollständig geklärten Umständen in Helsinki exekutiert. Andere Mitglieder der Regierung wie Kriegsminister Andres Larka konnten untertauchen.
Im November kam es mit der deutschen Niederlage im Ersten Weltkrieg auch zum Zusammenbruch der kaiserlichen Herrschaft in Estland. Am 9. und 10. November schlossen sich die deutschen Soldaten in Tallinn dem Matrosenaufstand im Deutschen Reich an. Am 11. November 1918 unterzeichnete Deutschland den Waffenstillstand von Compiègne.
Am selben Tag konnte die provisorische Regierung der Republik Estland wieder zusammentreten. Einen Tag später wurde in einer gemeinsamen Sitzung der provisorischen Regierung und des Ältestenrates des Landtags ein neues Kabinett und Führung von Konstantin Päts gebildet, die zweite provisorische Regierung (Provisorische Regierung Päts II).